# Canadian Soccer League
Canadian Soccer League (CSL) ((fr.) Ligue canadienne de soccer) – profesjonalna liga dla kanadyjskich klubów piłkarskich zlokalizowanych głównie w prowincji Ontario, następca Canadian National Soccer League (CNSL). 
Sezon trwa od maja do października, większość meczów rozgrywanych jest w weekend, a następnie w formacie play-off, który określa zwycięzcę. Liga powstała w 1998 roku jako Canadian Professional Soccer League (CPSL) w wyniku sojuszu zawartego przez Ontario Soccer Association (OSA) z Canadian National Soccer League. Od 2019 r. Składa się z 7.   

## Format
Tradycyjnie podczas sezonu ligowego drużyny zwykle grały w zrównoważony harmonogram 18 lub 22 meczów od kwietnia / maja do października / listopada i osiem najlepszych drużyn w rankingu awansowało do playoffów. W ostatnich sezonach rozegrano zrównoważony harmonogram 14 gier. W każdym meczu zwycięska drużyna otrzymuje trzy punkty, aw przypadku remisu drużyny otrzymują po jednym punkcie. Punkty nie są przyznawane za przegraną. Na koniec każdego sezonu klub z największą liczbą punktów zostaje koronowany na mistrza sezonu regularnego.  
Rozgrywki rozgrywane są jako ćwierćfinał jednego meczu, a następnie półfinał jednego meczu dla czterech ocalałych drużyn oraz finał jednego meczu, który ukoronuje mistrzów CSL. Nie ma automatycznej promocji i spadku między pierwszą i drugą dywizją. 

## Uczestnicy
| Klub                    | Miasto      | Prowincja | Data powstania | Data włączenia do CSL |
| ----------------------- | ----------- | --------- | -------------- | --------------------- |
| Brantford Galaxy        | Brantford   | Ontario   | 2010           | 2010                  |
| CSC Mississauga         | Mississauga | Ontario   | 2018           | 2018                  |
| FC Ukraine United       | Toronto     | Ontario   | 2006           | 2016                  |
| FC Vorkuta              | Toronto     | Ontario   | 2008           | 2017                  |
| Hamilton City SC        | Hamilton    | Ontario   | 2016           | 2016                  |
| Kingsman SC             | King        | Ontario   | 2019           | 2019                  |
| Real Mississauga SC     | Mississauga | Ontario   | 2018           | 2018                  |
| Scarborough SC          | Toronto     | Ontario   | 2014           | 2015                  |
| Serbian White Eagles FC | Toronto     | Ontario   | 1968           | 1970                  |
| SC Waterloo Region      | Waterloo    | Ontario   | 2011           | 2011                  |

## Klasyfikacja medalowa
| Drużyna                 | Mistrz | Występy w finale | Lata triumfów                      |
| ----------------------- | ------ | ---------------- | ---------------------------------- |
| Toronto Croatia         | 6      | 8                | 2000, 2004, 2007, 2011, 2012, 2015 |
| York Region Shooters    | 3      | 6                | 2006, 2014, 2017                   |
| Serbian White Eagles    | 2      | 5                | 2008, 2016                         |
| St. Catharines Wolves   | 2      | 2                | 1998, 2001                         |
| Scarborough SC          | 1      | 3                | 2019                               |
| Toronto Olympians       | 1      | 3                | 1999                               |
| Trois-Rivieres Attak    | 1      | 2                | 2009                               |
| SC Waterloo Region      | 1      | 2                | 2013                               |
| Brampton Stallions      | 1      | 1                | 2003                               |
| Oakville Blue Devils    | 1      | 1                | 2005                               |
| Brantford Galaxy        | 1      | 1                | 2010                               |
| FC Vorkuta              | 1      | 1                | 2018                               |
| Ottawa Wizards          | 1      | 1                | 2002                               |
| SC Toronto              | 0      | 1                |                                    |
| North York Astros       | 0      | 1                |                                    |
| Hamilton Croatia        | 0      | 1                |                                    |
| Capital City F.C.       | 0      | 1                |                                    |
| Montreal Impact Academy | 0      | 1                |                                    |
| Kingston FC             | 0      | 1                |                                    |
| Hamilton City SC        | 0      | 1                |                                    |